# Santa Rosa del Peñón
Santa Rosa del Peñón es un municipio del departamento de León en la República de Nicaragua. Es el segundo municipio de menor extensión de este departamento, aunque se destaca entre los de la región del norte como uno de los de mayor riqueza mineral.

## Geografía
El término municipal limita al norte con el municipio de San Nicolás, al sur con el municipio de El Jicaral, al este con el municipio de San Isidro y al oeste con el municipio de El Sauce. La cabecera municipal está ubicada a 174 kilómetros de la capital de Managua.
El municipio presenta dos tipos de topografías: plana en todo el casco urbano y quebrada en la zona rural la que está formada por serranías de poca altura y vegetación escasa con predominio de arbustos, plantas rastreras y pastos. Los accidentes geográficos del municipio están constituidos por las montañas del Ocotal, Jicote, Picacho, Azacualpa, Quebrachal, Confite y Ocotillo. La principal red hidrográfica es la del Río Sinecapa.

## Historia
El municipio lleva este nombre en honor a su patrona, "Santa Rosa de Lima". Lo fundaron colonos que venían en busca de minas de oro y trabajadores de empresas españolas en los años 1700. Seguidamente llegaron empresas norteamericanas que se asentaron en la comarca Mina la India en 1930. Se han encontrado excavaciones antiguas de minas de oro y cal que explotaron los colonos españoles. La primera población se asentó en el lugar conocido como Santa María y por fenómenos de la naturaleza se trasladaron a la que hoy es Santa Rosa de Lima conocido con el seudónimo de Santa Rosa del Peñón y declarado municipio el 13 de mayo de 1834 según decreto del Estado Federal.

## Demografía
Santa Rosa del Peñón tiene una población actual de 11,008 habitantes. De la población total, el 51.9% son hombres y el 48.1% son mujeres. Casi el 32.4% de la población vive en la zona urbana.

## Naturaleza y clima
El municipio tiene un clima tropical seco, con temperatura promedio de 38 °C con dos estaciones, invierno y verano. Su clima es seco en verano y un poco fresco en invierno. Las temperaturas más altas se presentan durante los meses de abril y mayo, y las más bajas en el mes de diciembre. La precipitación anual oscila entre los 1200 mm hasta un máximo de 1800 mm anuales.
Se presentan dos tipos de topografía, plana en todo el casco urbano y quebrada en todo lo que comprende la zona rural la que está formada por serranías de poca altura y vegetación escasa con predominio de arbustos, plantas rastreras y pastos. La tala indiscriminada y los incendios de las diferentes especies de bosques y maderas preciosas han afectado considerablemente el inventario de recursos naturales.

## Localidades
Además del casco urbano homónimo, existen un total de 33 comarcas rurales: El Charco, El Chaparral, Paso Ancho, Las Quebradas, El Jicote, Las Cañas, Talolinga, El Quebrachal, Santa Rita, El Confite, Buena Vista, La Pita, Tierras Blancas, Ocotillo, Hatillo, Azapera, El Tanque, El Coyol, Nance Dulce, Las Piñuelas, Azacualpa, El Boquerón, El Picacho, El Tanque, El Talpetate, El Regadío, Agua Fría, La Mora, La Morada, Hato Viejo, La Lima, Terrero Blanco y Huacalpizque.

## Economía

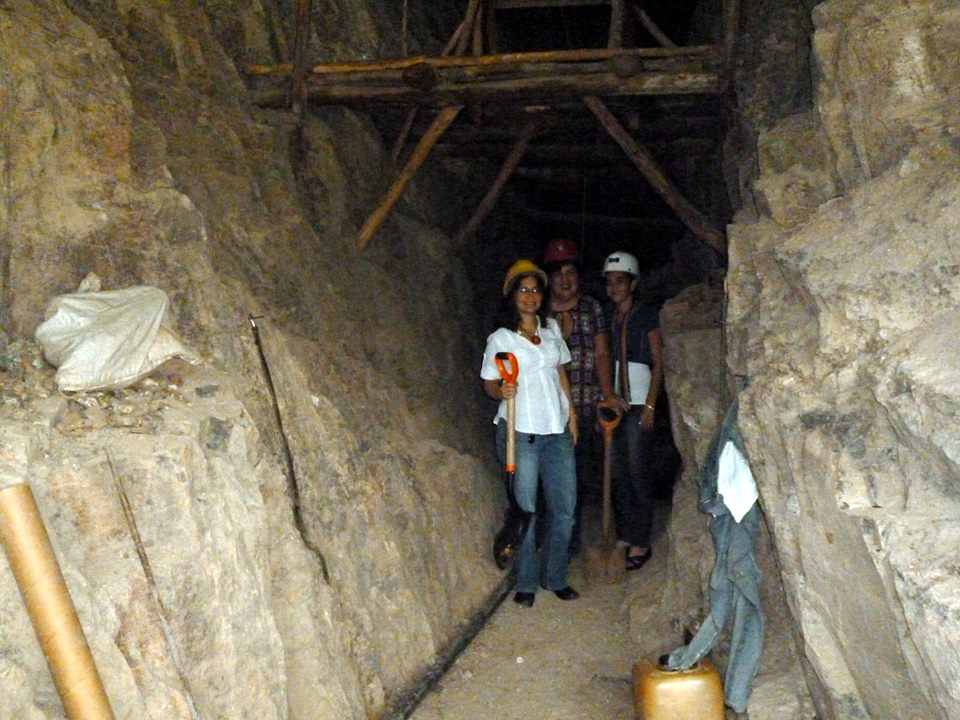
Mina en Santa Rosa del Peñón

La principal actividad económica es la agricultura, con cultivo de frijol rojo que es el producto más importante y hace del municipio el mayor productor del departamento, se cultiva para el consumo local y la comercialización externa. La ganadería está poco extendida.
La minería rústica o güiriseros es otra actividad económica, la mayoría de la población se dedica a esta tarea en época de verano y por la sequía que ha azotado a la región últimamente se ha convertido en la más importante forma de trabajo del municipio. En los años 1970 el municipio vivió su época de oro con la explotación de la mina "La India", donde en la actualidad aún existen residuos de este mineral. Las principales minas de oro del municipio son: La India, San Lucas, Dos Hermanas, El Pilar, San Juan, El Potrero y El Nancital. El territorio también encierra ricas minas de yeso, que se encuentran en explotación.

## Cultura

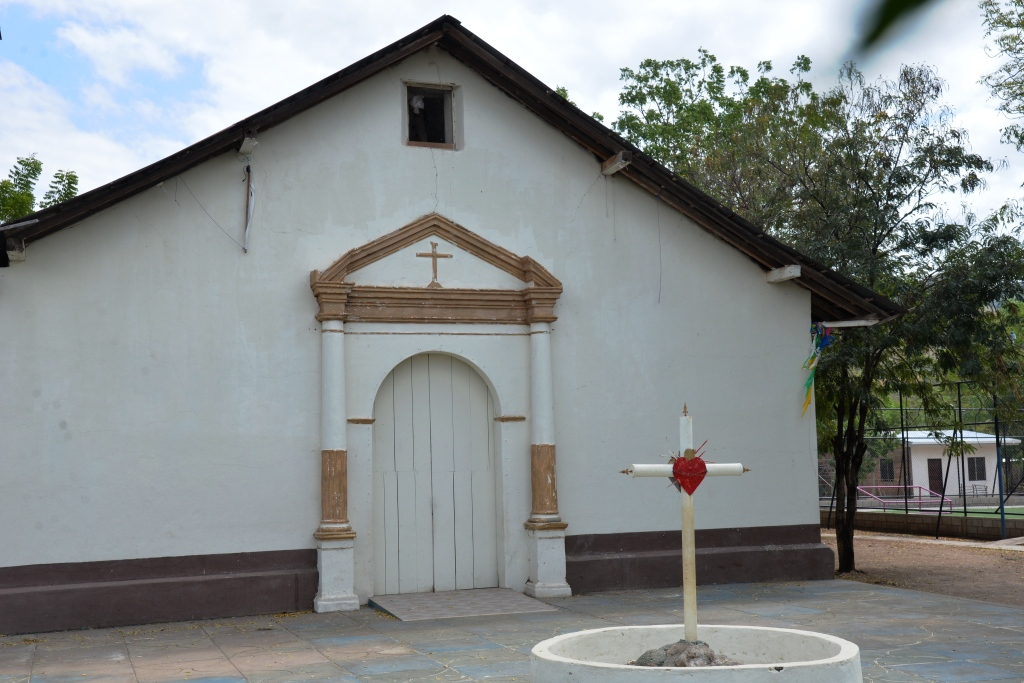
Iglesia de Santa Rosa de Lima

Como parte de su cultura, sus habitantes forman grupos de actos improvisados, sobre todo en tiempos de Semana Santa, que representan la vida, pasión y muerte de Jesucristo. A esta obra se le conoce con el nombre de Judea. Se han formado grupos de música, danza y otras demostraciones de cultura que en la actualidad apoyan algunas instituciones. Además en época de Semana Santa, exactamente el Domingo de Resurrección, finalizando la Semana Santa, se quema a Judas Iscariote, tradición en la que se recitan en forma de coplas o rimas todos los acontecimientos relevantes del año, denominados "Chiles de Judas", una tradición seguida por más de 3000 personas de diferentes municipios vecinos. Esta actividad empieza con un recorrido por las principales calles del municipio, bailando y montando a caballo, entre la algarabía, bombas y cohetes, mientras se van leyendo, a través de altavoces, los chiles de las personas que ha escogido el comité organizador. Los actos finalizan en el estadio municipal con una montada de toro donde finalmente se quema a Judas.

## Galería
|  |  |  |
|  |  |  |